# 葛西拓斗
葛西 拓斗（かさい ひろと、2000年4月9日 - ）は、ラグビーユニオンの選手。

## 略歴
流経大柏高校時代、主将を務めて、高校日本代表に選ばれた。
2019年、明治大学に進む。
2023年、東芝ブレイブルーパス東京に加入。
2025年6月、東芝ブレイブルーパス東京を退団。